# 가이아 (음악 그룹)
가이아(GaiA)는 chan(본명 남궁기찬, 1976년 12월 30일생)과 TAK(본명 백경탁, 1976년 11월 28일생)의 프로듀싱/작곡 듀오였다. 둘은 팀 결성 전부터 솔로 작곡가로 활동하였다가 2000년 10월 모여서 팀을 결성했고, 그 해 Daggaz와 High-Stock의 곡을 작/편곡해주면서 이름을 드러냈다. 2001 대한민국 등 몇 개의 힙합 앨범에 참여한 이들은 그 해 유리의 데뷔 앨범의 프로듀서가 되어 다수의 곡을 작/편곡을 하고 보컬 디렉팅과 사운드 엔지니어링 등을 맡는 등 많은 부분에 참여를 하였다. 그리고 2001년 7월, 크루 "Elyzium"을 결성하였다. 그리고 그때부터 Elyzium의 멤버인 Foxy와 Python의 앨범을 프로듀싱하다가 첫 싱글 앨범인 "Admission"을 발표하였다. 그리고 2002년 3월 프로듀싱 앨범인 "Divas Plus"를 발표하였다.
힙합 음악과 더불어 고급스런 R&B 음악을 만드는 것으로 매니아들 사이에 알려져있던 이 팀은, "Divas Plus" 이후 별다른 활동을 보이지 않다가 해체하였다. 멤버 중 chan은 본명 "남궁기찬"으로 팀 해체 후 대중작곡가로 활동하였으며, 2009년 강성과 프로젝트 팀 세룰리안 블루를 결성하여 한시적으로 활동하였다.
대표곡: The Point of "P", Broken Dreams

## 디스코그래피
- 2001년 11월 4일 Single GaiA Project #1: Admission
- 2002년 3월 12일 LP Divas Plus